# Кубок В'єтнаму з футболу 2019
Кубок В'єтнаму з футболу 2019 — (також відомий як Bamboo Airways National Cup - оскільки головним спонсором турніру виступав Bamboo Airways) 27-й розіграш кубкового футбольного турніру у В'єтнамі. Титул володаря кубка вперше здобув Ханой.

## Календар
| Раунд        | Дата               | Матчі | Клуби   |
| ------------ | ------------------ | ----- | ------- |
| Перший раунд | 29-31 березня 2019 | 10    | 26 → 16 |
| 1/8 фіналу   | 28-30 червня 2019  | 8     | 16 → 8  |
| 1/4 фіналу   | 3-4 липня 2019     | 4     | 8 → 4   |
| 1/2 фіналу   | 27 жовтня 2019     | 4     | 4 → 2   |
| Фінал        | 31 жовтня 2019     | 1     | 2 → 1   |

## 1/8 фіналу
| Команда 1          | Рахунок      | Команда 2           |
| ------------------ | ------------ | ------------------- |
| 28 червня 2019     |              |                     |
| Намдінь            | 3:0          | Біньфиок (2)        |
| Тхан Куангнінь     | 2:2 пен. 4:5 | Хоангань Зялай      |
| Віеттел            | 3:3 пен. 3:4 | Хошимін Сіті        |
| 29 червня 2019     |              |                     |
| Тханьхоа           | 1:2          | Хайфон              |
| Сонглам Нгеан      | 2:2 пен. 8:9 | Куангнам            |
| Сайгон             | 4:2          | Ангьянг (2)         |
| 30 червня 2019     |              |                     |
| Бікамікс Біньзионг | 5:0          | Фіко Тейнінь (2)    |
| Ханой              | 3:1          | Хонглінь Хатінь (2) |

## 1/4 фіналу
| Команда 1    | Рахунок      | Команда 2          |
| ------------ | ------------ | ------------------ |
| 3 липня 2019 |              |                    |
| Куангнам     | 0:0 пен. 5:4 | Хоангань Зялай     |
| Хайфон       | 0:0 пен. 3:5 | Хошимін Сіті       |
| 4 липня 2019 |              |                    |
| Сайгон       | 0:1          | Бікамікс Біньзионг |
| Намдінь      | 3:4          | Ханой              |

## 1/2 фіналу
| Команда 1          | Рахунок | Команда 2    |
| ------------------ | ------- | ------------ |
| 27 жовтня 2019     |         |              |
| Ханой              | 3:0     | Хошимін Сіті |
| Бікамікс Біньзионг | 1:2     | Куангнам     |

## Фінал
| 31 жовтня 2019 12:00 (EEST) |

| Куангнам                 | 1:2      | Ханой                                |
| ------------------------ | -------- | ------------------------------------ |
| Нгуен Тхан Чунг 35' (аг) | Протокол | Нгуєн Ван Куєт 67' Папа Ібу Кебе 82' |

| Там Кі Стадіум, Тамкі Глядачів: 7 000 Арбітр: Нгуен Нгок Чау |